# Liste der Erzbischöfe von Quito
Das römisch-katholische Bistum Quito wurde 1545 von Papst Paul III. eingerichtet und 1848 von Pius IX. zum Erzbistum erhoben. Insgesamt gab es 30 Bischöfe und bisher 13 Erzbischöfe, wobei der 30. Bischof der erste Erzbischof war. Die folgenden Personen waren Bischöfe und Erzbischöfe von Quito (Ecuador):
- García Díaz Arias (1546–1562)
- Pedro de la Peña OP (1565–1583)
- Antonio de San Miguel Avendaño y Paz OFM (1588–1590)
- Luis López de Solís OSA (1592–1605) (später Erzbischof von La Plata o Charcas)
- Salvador Ribera Avalos OP (1605–1612)
- Alfonso Santillán Fajardo, OP (1616–1620)
- Francisco Sotomayor OFM (1623–1628) (auch Erzbischof von La Plata o Charcas)
- Pedro de Oviedo Falconi OCist (1628–1645) (auch Erzbischof von La Plata o Charcas)
- Agustín de Ugarte y Sarabia (1648–1650)
- Alfonso de la Peña Montenegro (1653–1687)
- Sancho Pardo de Andrade de Figueroa y Cárdenas (1688–1702)
- Diego Ladrón de Guevara (1703–1710)
- Luis Francisco Romero (1717–1725) (auch Erzbischof von La Plata o Charcas)
- Juan Gómez de Neva y Frías (1725–1729)
- Juan Francisco Antonio de Escandón CR (1731–1732) (später Erzbischof von Lima)
- Pedro Ponce y Carrasco (1762–1775)
- Blas Sobrino y Minayo (1776–1788) (später Bischof von Santiago de Chile)
- José Pérez Calama (1789–1792)
- Miguel Alvarez Cortez (1795–1801)
- Leonardo Santander Villavicencio (1818–1824) (später Bischof von Jaca)
- Rafael Lasso de la Vega (1828–1831)
- Nicolás Joaquín de Arteta y Calisto (1833–1849) (erster Erzbischof)
- Francisco Xavier de Garaycoa (1851–1859)
- José María Riofrío y Valdivieso (1861–1867)
- José María de Jesús Yerovi Pintado OFM (1867–1867)
- José Ignacio Checa y Barba (1868–1877)
- José Ignacio Ordóñez (1882–1893)
- Pedro Rafael Gonsález y Calisto (1893–1904)
- Federico González y Suárez (1905–1917)
- Manuel María Pólit (1918–1932)
- Carlos María Javier de la Torre (1933–1967)
- Pablo Muñoz Vega SJ (1967–1985)
- Antonio González Zumárraga (1985–2003)
- Raúl Eduardo Vela Chiriboga (2003–2010)
- Fausto Gabriel Trávez Trávez OFM (2010–2019)
- Alfredo Espinoza Mateus SDB (seit 2019)

## Galerie

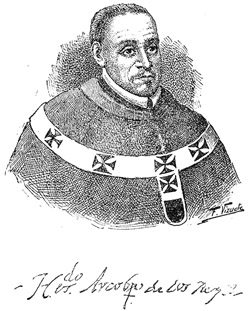
Fernando Arias de Ugarte (1614-1618).
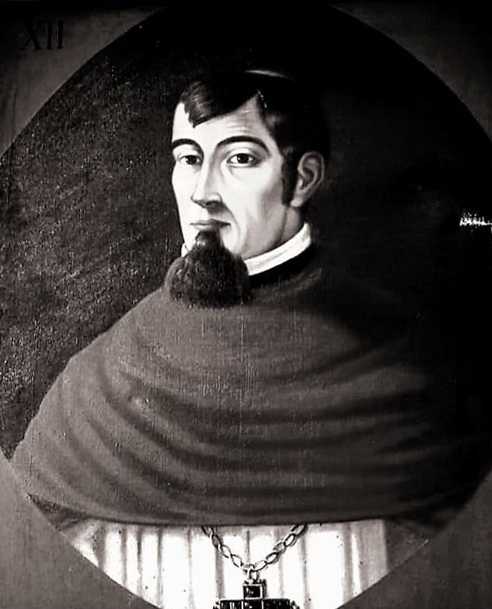
Diego Ladrón de Guevara (1704-1717).
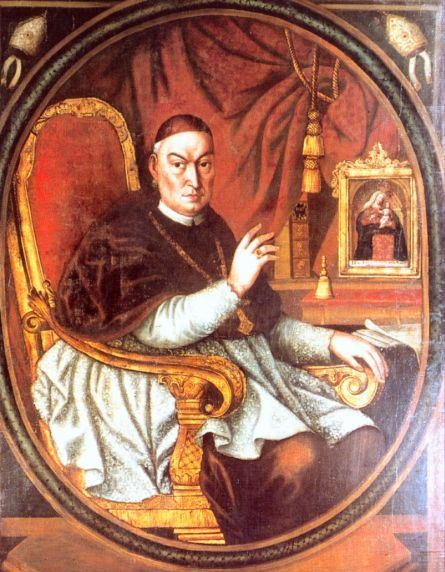
Pedro Ponce de León (1762-1775)
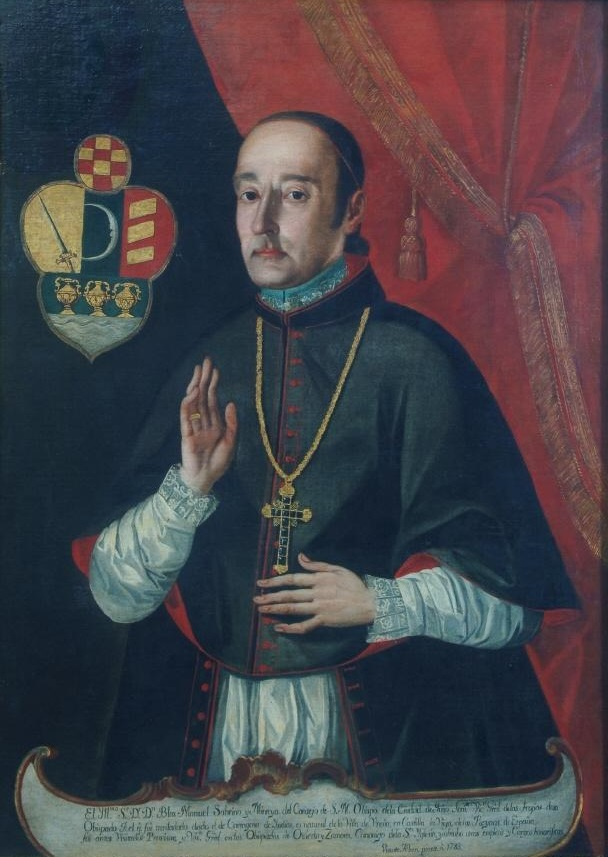
Blas Sobrino y Minayo (1777-1789).
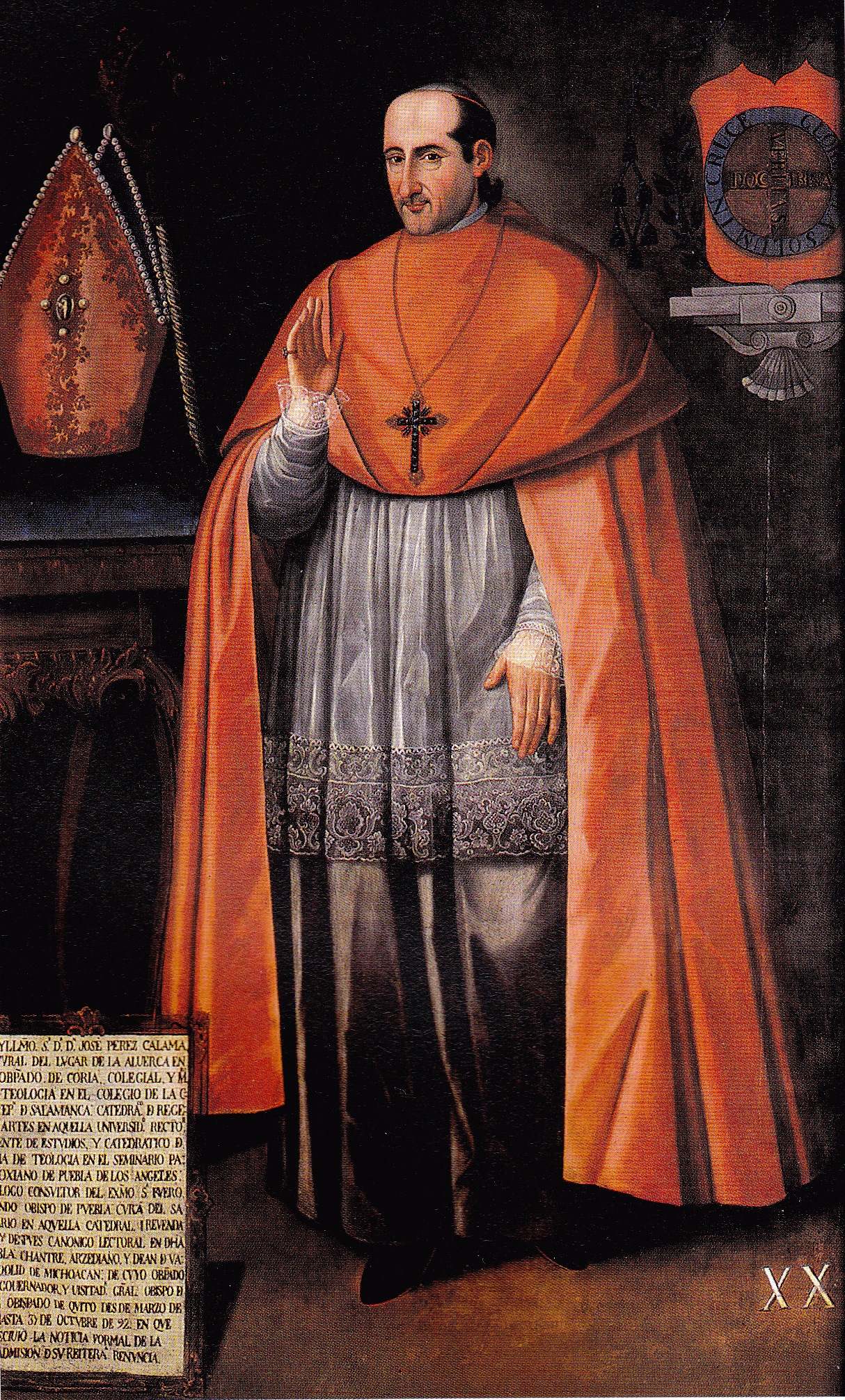
José Pérez Calama (1789-1792).
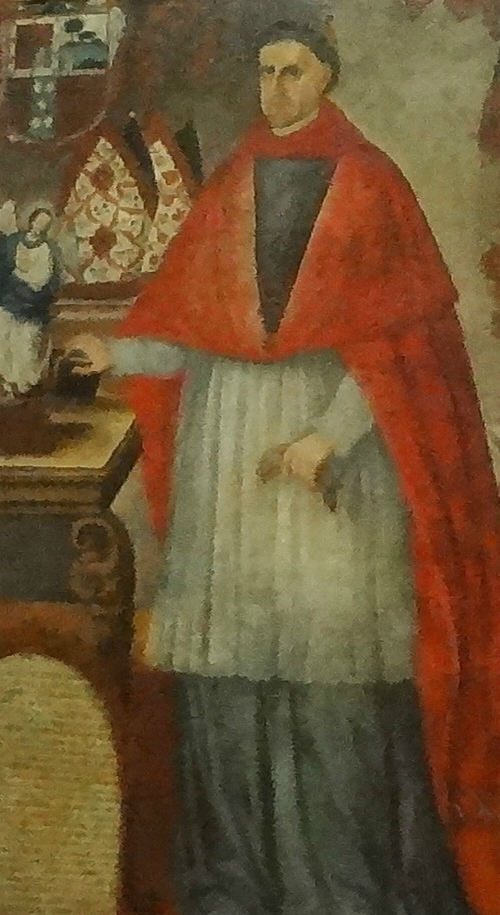
José Fernández Díaz de la Madrid (1792-1794).
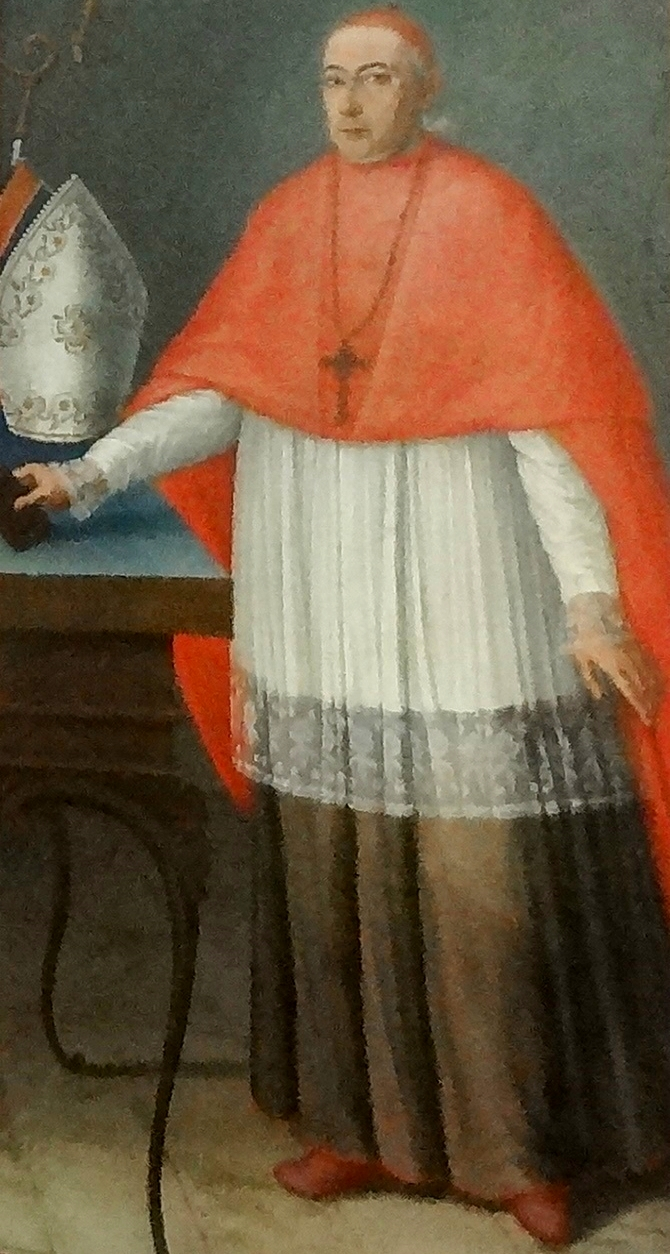
Miguel Álvarez y Cortéz (1795-1801).
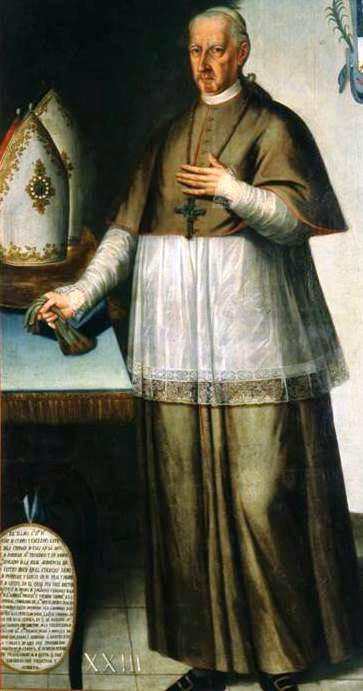
José de Cuero y Caicedo (1801-1815).
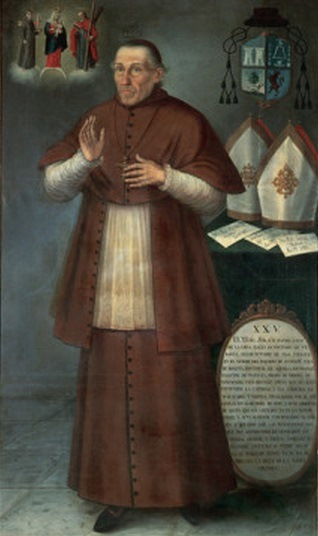
Rafael Lasso de la Vega (1828-1831).
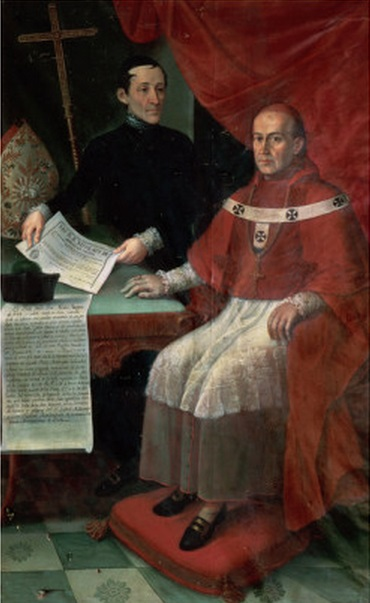
Joaquín de Arteta y Calisto (1833-1849).
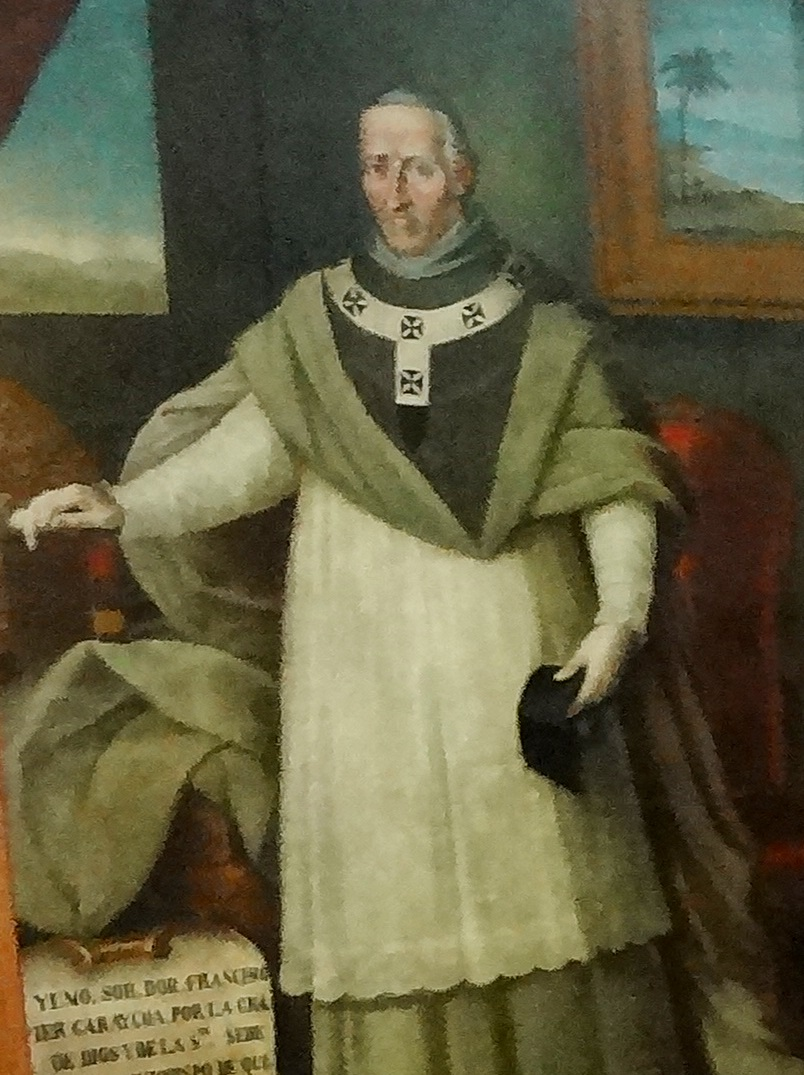
Francisco Xavier de Garaycoa (1851-1859).
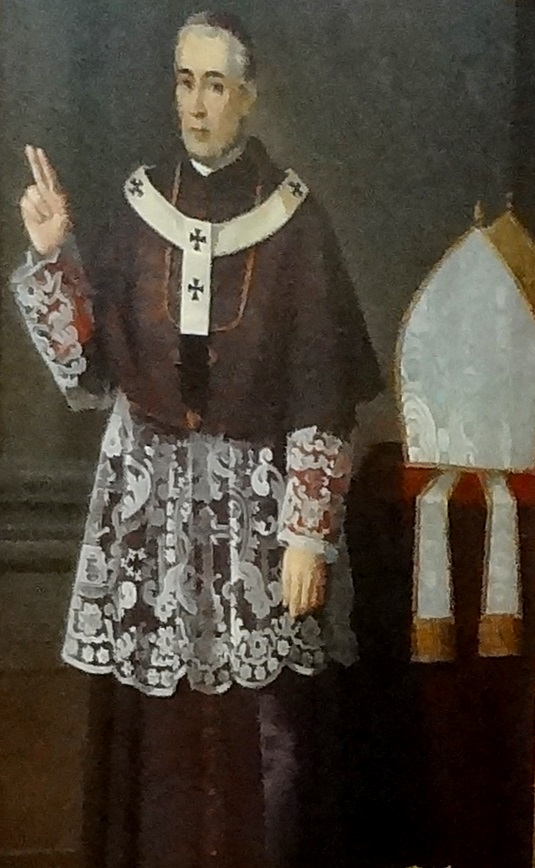
José María Riofrío y Valdiviezo (1861-1867).
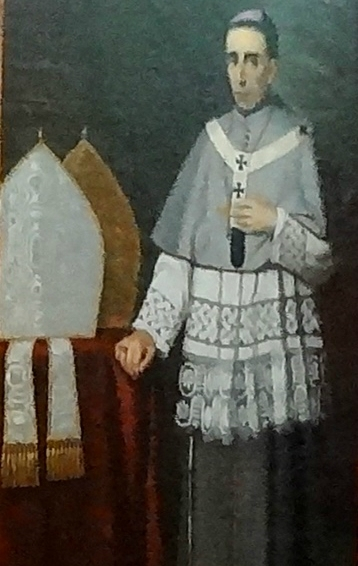
José María Yerovi Pintado (1867).
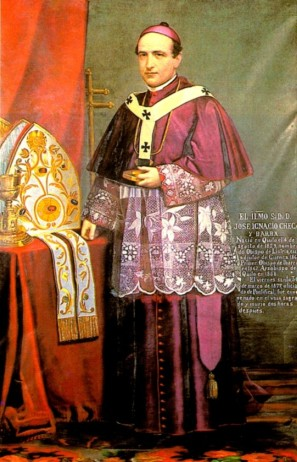
José Ignacio de Checa y Barba (1868-1877).
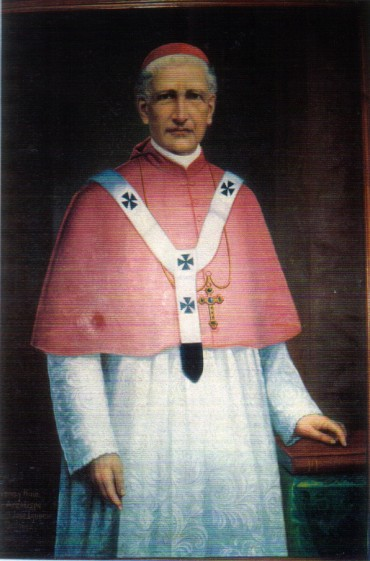
José Ignacio Ordoñez y Lasso (1882-1893).
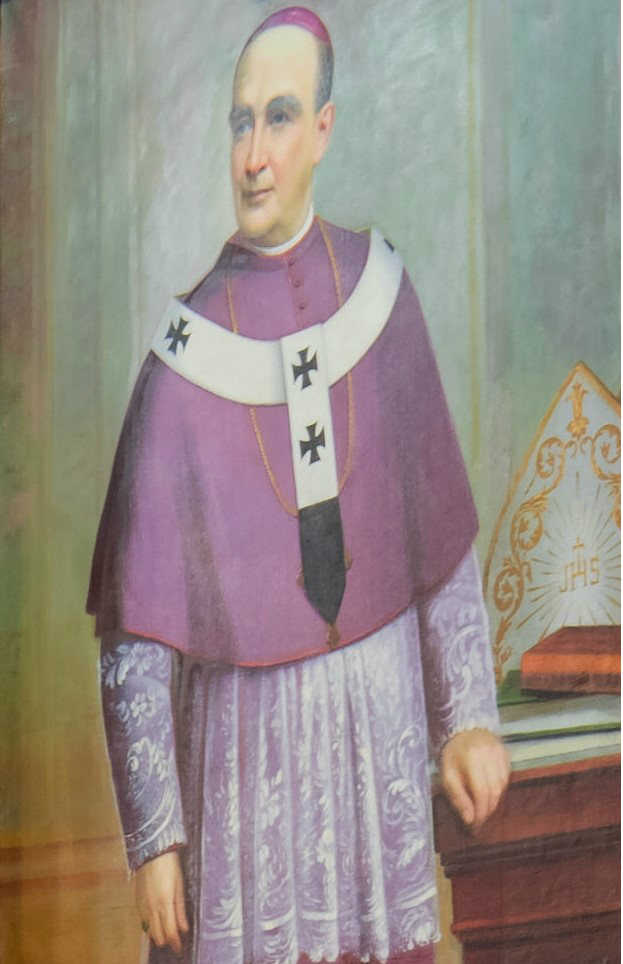
Pedro Rafael González y Calisto (1893-1904).
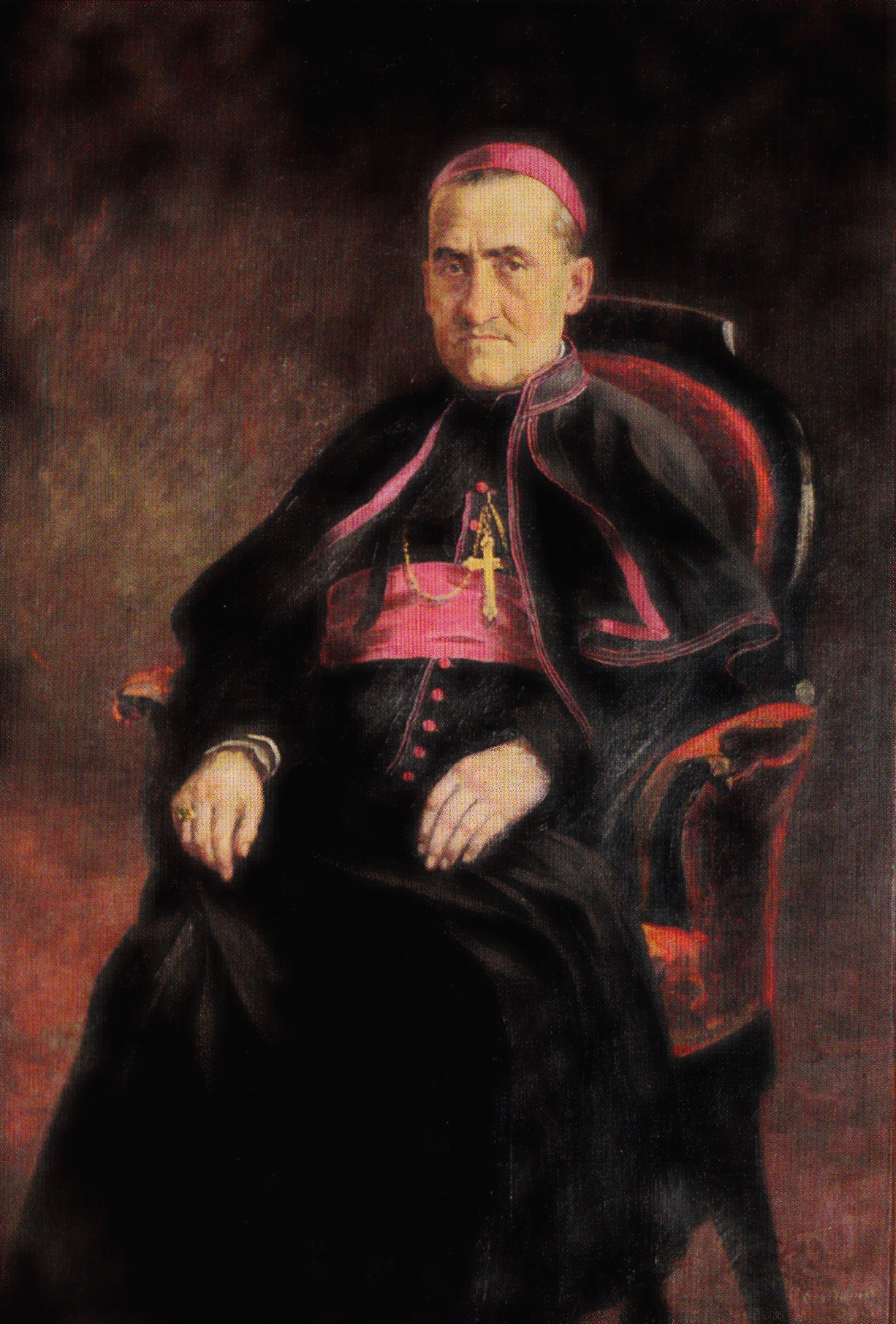
Federico González Suárez (1905-1917).
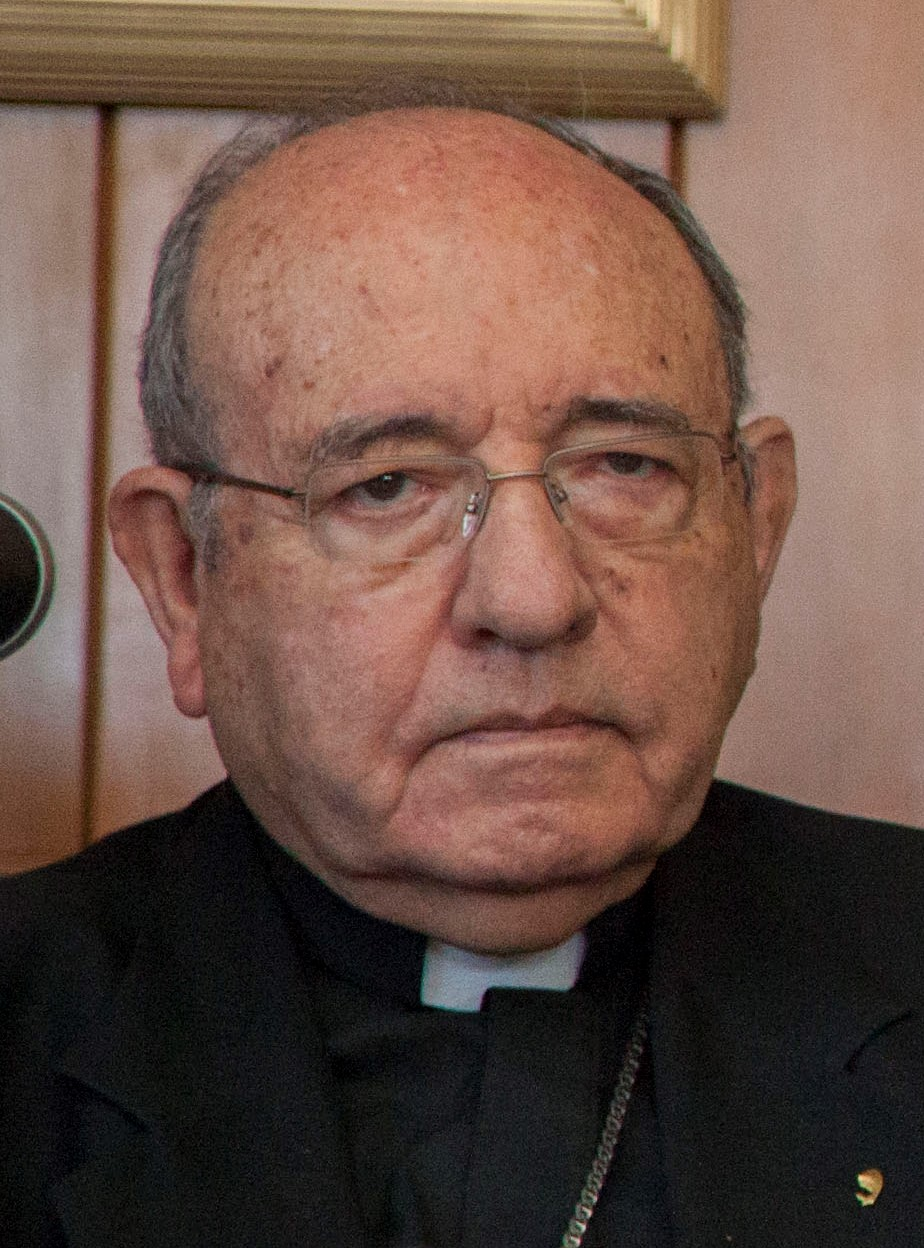
Raúl Eduardo Vela Chiriboga (2003-2010).
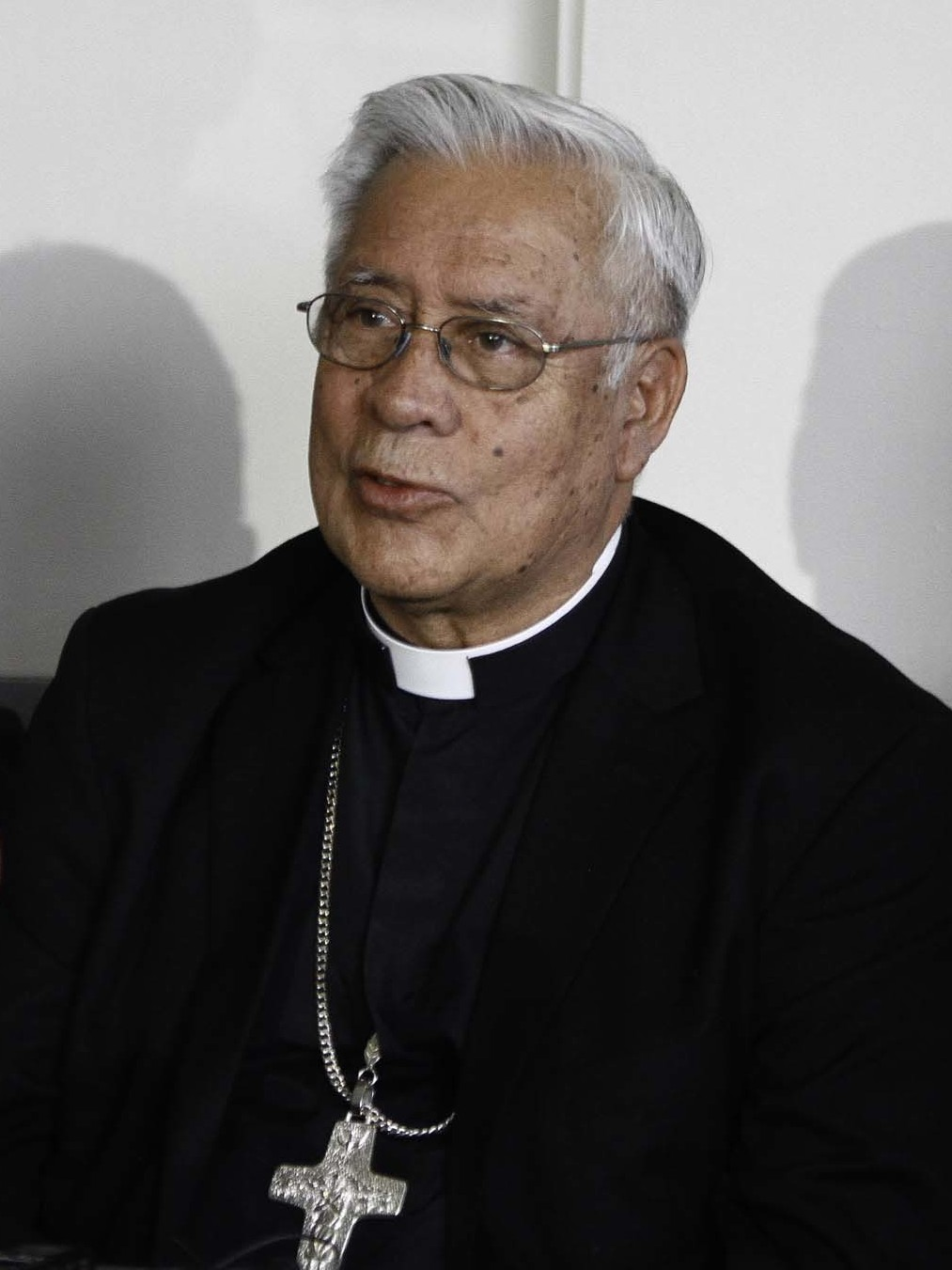
Fausto Gabriel Trávez Trávez (2010–2019).